# Liste der denkmalgeschützten Objekte in Seeham
Die Liste der denkmalgeschützten Objekte in Seeham enthält die 4 denkmalgeschützten, unbeweglichen Objekte der Salzburger Gemeinde Seeham.

## Denkmäler
| Foto |                 | Denkmal | Standort                             | Beschreibung | Metadaten |
| ---- | --------------- | --- | ------------------------------------ | --- | --- |
| ja   | Datei hochladen | Röhrmoosmühle im Teufelsgrabenbach (nur Einrichtung steht unter Schutz) HERIS-ID: 10883 Objekt-ID: 6948seit 2012 | Röhrmoosmühle 1 Standort KG: Matzing | Die Röhrmoosmühle oberhalb der Teufelsgrabenschlucht gehört zu den letzten Lohnmühlen des Flachgaus. 1835 wurde sie vom Bauernhof abgetrennt und erweitert. Die Einrichtung der Mühle erstreckt sich über drei Geschoße. Neben den drei nach alter Tradition mit Mühlsteinen ausgestatteten Mahlwerken stehen im Mahlgang drei aus der 2. Hälfte des 19. Jahrhunderts stammende Walzenstühle. Davon stellte der 1863 angekaufte „Porzellanwalzenstuhl“ zu seiner Zeit den letzten Stand der Technik dar, erzeugt von der Firma „Friedrich Wegmann in Zürich, Deutsches Reichspatent 7113“. Die Maschinen werden über ein oberschlächtiges Mühlrad betrieben. Die Mühle wurde als Teil des Öko-Kulturprojekts „Teufelsgrabenbach“ revitalisiert und für die Biobauern der Umgebung funktionstüchtig gemacht. Im Mühlengebäude wurde die Dauerausstellung „Vom Korn zum Brot“ eingerichtet. | BDA-Hist.: Q38084508 Status: Bescheid Stand der BDA-Liste: 2025-06-30 Name: Röhrmoosmühle im Teufelsgrabenbach (nur Einrichtung steht unter Schutz) GstNr.: 822 |
| ja   | Datei hochladen | Bürgerhaus, Schmiedbauerngut HERIS-ID: 36790 Objekt-ID: 35781                                                    | Dorf 2 Standort KG: Seeham           | → Hauptartikel : Schmiedbauerngut Seeham f1 | BDA-Hist.: Q2246364 Status: Bescheid Stand der BDA-Liste: 2025-06-30 Name: Bürgerhaus, Schmiedbauerngut GstNr.: 1064/2 Schmiedbauerngut Seeham                  |
| ja   | Datei hochladen | Friedhofskapelle HERIS-ID: 14721 Objekt-ID: 10959                                                                | Dorf 7 Standort KG: Seeham           | Der schlichte barocke Halbrundbau stammt aus der 2. Hälfte des 17. Jahrhunderts. | BDA-Hist.: Q37764399 Status: § 2a Stand der BDA-Liste: 2025-06-30 Name: Friedhofskapelle GstNr.: 1038/5                                                         |
| ja   | Datei hochladen | Kath. Pfarrkirche hl. Johannes der Täufer HERIS-ID: 12629 Objekt-ID: 8784                                        | Dorf 7 Standort KG: Seeham           | Die Pfarrkirche steht, vom Friedhof umgeben, nahe dem Ufer des Obertrumer Sees. Die mächtige Saalkirche wurde 1931 als rechtwinkelig gedrehte Vergrößerung eines gotischen Baus errichtet. Der frühere gotische Chor mit Spitzbogenfenstern ist an der Nordostecke noch erhalten. Beim Westturm ruht auf den gotischen Untergeschoßen ein barocker Achteckaufsatz mit Glockenhelm. In die Einrichtung aus dem Jahr 1931 sind barocke Figuren integriert. | BDA-Hist.: Q32642392 Status: § 2a Stand der BDA-Liste: 2025-06-30 Name: Kath. Pfarrkirche hl. Johannes der Täufer GstNr.: 1038/5 Pfarrkirche Seeham             |